# 赵思乐
趙思樂（1990年9月23日—），中國大陸作家、自由撰稿人、女權活動家。

## 生平
1990年出生於廣州，畢業於廣州市第二中學。2009年入讀南京大學。2011年9月至2012年2月，作為交換學生赴台灣，開始從事獨立新聞寫作，作品發表於香港雜誌《陽光時務》、台灣雜誌《新新聞》，博客文章獲法國《世界報》報導。
2012年9月至2013年5月，學士班在讀期間任香港《陽光時務》記者，與記者張潔平合作的烏坎村選舉系列報導獲2012年香港人權新聞獎。
2013年7月，加入中國女權獨立媒體「女權之聲」。2014年10月，趙思樂為聲援性工作者人權，就收容教育信息公開問題起訴廣東省公安廳，被稱為「問責收容教育第一案」。
2014年11月，趙思樂的丈夫、NGO工作者柳建树被中國警方拘留，她停職為柳建树的釋放進行呼籲。2015年3月，中國政府拘留五名女權人士，被稱為「女權五姊妹」案；趙思樂撰文為她們的釋放呼籲，作品發表於外交政策、德國明鏡周刊。案件結束後，中國女權運動受到打擊，趙思樂從女權之聲離職，專注於中國共產黨政治打壓和中國社會運動報導，獲多項香港人權新聞獎與一項亞洲出版協會卓越新聞獎。趙思樂在香港東網開設中國評論專欄「思乐女谈」。2016年8月，東網專訪709案被捕律師王宇，被質疑有違新聞倫理，趙思樂因而停止更新「思乐女谈」。
2015年7月，趙思樂與柳建树離婚。2016年8月，趙思樂與中國異議作家莫之许結婚；2023年離婚。2017年，趙思樂出版圖書《她們的征途：直擊、迂迴與衝撞，中國女性的公民覺醒之路》，獲得多家港台及英文媒體報導，並獲《亞洲週刊》評選為2017年度非虛構類「十大好書」。
2018年，趙思樂前往喬治城大學攻讀全球政治學碩士，為期兩年。2020年碩士畢業後，趙思樂在喬治城大學法學院亞洲法中心擔任中國法研究員。2021年，入讀聖地牙哥加利福尼亞大學政治系博士。
2023年6月，作家房慧真與趙思樂指控，曾各自遭到資深媒體人王健壯在飯桌上性騷擾。6月8日，王健壯發表聲明，向趙思樂致歉。6月22日，針對中國民運#MeToo運動，趙思樂發文表示，「如果中國民主運動需要通過男人壓迫女人來完成，它不值得成功」。

## 主要作品與獎項
- 《她們的征途：直擊、迂迴與衝撞，中國女性的公民覺醒之路》，2017年由八旗文化出版社出版[1]，獲《亞洲週刊》評選為2017年度非虛構類「十大好書」[14]。

- 《覆巢：中國權利NGO生死劫》[18]，2015年9月發表於香港端傳媒，獲2015年香港人權新聞獎中文特寫大獎。[19]

- 《十字架之戰：为什么温州盛产教堂“钉子户”？》[20]，2015年9月發表於香港端傳媒，英文版由外交政策譯介並發表[21]。

- 《寇延丁：128天的地獄，100公里的救贖》[22]，2015年11月發表於香港端傳媒，獲2015年香港人權新聞獎中文特寫優異獎[19]。

- 《“7.09”家属：從受難者到行動者的一年跋涉》[23]，2016年7月發表於香港端傳媒，獲2016年香港人權新聞獎[24]，2016年亞洲出版協會卓越新聞獎[25]。

- 《抗爭報導系列評論》[26][27][28]，2016年發表於香港端傳媒，獲2016年香港人權新聞獎中文評論獎[24]。

- 《王荔蕻：推特時代的留守者》[29]，2016年10月發表於香港端傳媒。

- 《艾曉明：困獸猶鬥》[30]，2017年2月發表於香港端傳媒。

- 《後89一代與TA們的運動》[31]，2015年8月發表於民主中國網站。